# Lärare i Matematik, Naturvetenskap och Teknik
Lärare i Matematik, Naturvetenskap och Teknik (LMNT) är en svensk ämnesförening för lärare i matematik, naturvetenskap och teknik. De har varit referensgrupp åt Skolverket.
Föreningen startades 1933.
Tidskriften LMNT-nytt (ISSN: 1402-0041) ges ut med 2 nummer per år. LMNT-nytt finns tillgänglig på flera av Sveriges universitetsbibliotek, men bara från 1994. 
Följande lokala ämnesföreningar är för närvarande aktiva, några är vilande p.g.a. låg medlemsaktivitet:
- Norra kretsen (vilande)
- Uppsalakretsen
- Stockholmskretsen
- Vänerkretsen (troligen upplöst)
- Västra kretsen (vilande)
- Linköpingskretsen
- Södra kretsen

LMNT har totalt cirka 1 000 medlemmar i Sverige